# Noegus franganilloi
Noegus franganilloi là một loài nhện trong họ Salticidae.
Loài này thuộc chi Noegus. Noegus franganilloi được Lodovico di Caporiacco miêu tả năm 1947.